# Copa do Brasil 2025
De Copa do Brasil 2025 is de 37e editie van de Copa do Brasil en wordt gespeeld van 18 februari tot 9 november. De winnaar verzekert zich van een plaats in de groepsfase van de Copa Libertadores 2026 en de Supercopa Rei 2026. 

## Competitieopzet
Er namen 92 teams deel. Tachtig clubs plaatsten zich via de staatscompetities en de overige 12 plaatsen waren winnaars van de Série B, Copa do Nordeste, Copa Verde, Copa do Brasil van het voorgaande jaar en clubs die zich voor de Copa Libertadores geplaatst hadden. 
De Copa do Brasil is in zijn geheel opgezet volgens het knock-outsysteem. Dit betekent dat elk team in de eerste ronde aan één enkele tegenstander wordt gekoppeld. In een thuis- en een uitwedstrijd maken deze teams uit wie er naar de volgende ronde doorstroomt. In de volgende rondes herhaalt dit proces zich. In de eerste twee rondes geen heen- en terugwedstrijden meer gespeeld, maar slechts één wedstrijd. De club die het laagste geklasseerd staat op de CBF-ranking krijgt het thuisvoordeel, maar bij een eventueel gelijkspel gaat de uitploeg door in de eerste ronde. In de tweede ronde worden strafschoppen genomen. Verder heeft dit toernooi, als enige in Zuid-Amerika, de regel dat uitdoelpunten zwaarder tellen bij een gelijk totaal. De winnaar van de Copa do Brasil is geplaatst voor de Copa Libertadores.

## Deelnemers

### Staatscompetities
| Staat               | Club                     | Geklasseerd als                         |
| ------------------- | ------------------------ | --------------------------------------- |
| Acre                | Independência            | Kampioen Staatscompetitie 2024          |
| Acre                | Humaitá                  | Vicekampioen Staatscompetitie 2024      |
| Alagoas             | ASA                      | Vicekampioen Staatscompetitie 2024      |
| Alagoas             | CSE                      | derde plaats Staatscompetitie 2024      |
| Alagoas             | Centro Sportivo Alagoano | Winnaar selectietoernooi Copa do Brasil |
| Amapá               | Trem                     | Kampioen Staatscompetitie 2024          |
| Amapá               | Oratório                 | Vicekampioen Staatscompetitie 2024      |
| Amazonas            | Manaus                   | Kampioen Staatscompetitie 2024          |
| Amazonas            | Amazonas                 | Vicekampioen Staatscompetitie 2024      |
| Bahia               | Vitória                  | Kampioen Staatscompetitie 2024          |
| Bahia               | Barcelona de Ilhéus      | 3º plaats Staatscompetitie 2024         |
| Bahia               | Jequié                   | 4º plaats Staatscompetitie 2024         |
| Ceará               | Ceará                    | Kampioen Staatscompetitie 2024          |
| Ceará               | Maracanã                 | 3º plaats Staatscompetitie 2024         |
| Ceará               | Ferroviário              | Winnaar Copa Fares Lopes 2024           |
| Federaal District   | Ceilândia                | Kampioen Metropolitano 2024             |
| Federaal District   | Capital                  | Vicekampioen Metropolitano 2024         |
| Espírito Santo      | Rio Branco-ES            | Kampioen Staatscompetitie 2024          |
| Espírito Santo      | Rio Branco-VN            | Vicekampioen Staatscompetitie 2024      |
| Goiás               | Atlético Goianiense      | Kampioen Staatscompetitie 2024          |
| Goiás               | Vila Nova                | Vicekampioen Staatscompetitie 2024      |
| Goiás               | Aparecidense             | 3º plaats Staatscompetitie 2024         |
| Maranhão            | Sampaio Corrêa           | Kampioen Staatscompetitie 2024          |
| Maranhão            | Maranhão                 | Vicekampioen Staatscompetitie 2024      |
| Mato Grosso         | Cuiabá                   | Kampioen Staatscompetitie 2024          |
| Mato Grosso         | União Rondonópolis       | Vicekampioen Staatscompetitie 2024      |
| Mato Grosso         | CEOV                     | Winnaar Copa FMF 2024                   |
| Mato Grosso do Sul  | Operário                 | Kampioen Staatscompetitie 2024          |
| Mato Grosso do Sul  | Dourados                 | Vicekampioen Staatscompetitie 2024      |
| Minas Gerais        | Atlético Mineiro         | Vicekampioen Staatscompetitie 2024      |
| Minas Gerais        | América Mineiro          | 3º plaats Staatscompetitie 2024         |
| Minas Gerais        | Tombense                 | 4º plaats Staatscompetitie 2024         |
| Minas Gerais        | Athletic                 | 5º plaats Staatscompetitie 2024         |
| Minas Gerais        | Pouso Alegre             | 6º plaats Staatscompetitie 2024         |
| Pará                | Remo                     | Kampioen Staatscompetitie 2024          |
| Pará                | Águia de Marabá          | Vicekampioen Staatscompetitie 2024      |
| Pará                | Tuna Luso                | Winnaar Copa Grão-Pará                  |
| Paraíba             | Sousa                    | Kampioen Staatscompetitie 2024          |
| Paraíba             | Botafogo-PB              | Vicekampioen Staatscompetitie 2024      |
| Paraná              | Athletico Paranaense     | Kampioen Staatscompetitie 2024          |
| Paraná              | Maringá                  | Vicekampioen Staatscompetitie 2024      |
| Paraná              | Coritiba                 | 3º plaats Staatscompetitie 2024         |
| Paraná              | Operário Ferroviário     | 4º plaats Staatscompetitie 2024         |
| Paraná              | FC Cascavel              | 5º plaats Staatscompetitie 2024         |
| Pernambuco          | Sport                    | Kampioen Staatscompetitie 2024          |
| Pernambuco          | Náutico                  | Vicekampioen Staatscompetitie 2024      |
| Pernambuco          | Retrô Brasil             | 3º plaats Staatscompetitie 2024         |
| Piauí               | Altos                    | Kampioen Staatscompetitie 2024          |
| Piauí               | Parnahyba                | Vicekampioen Staatscompetitie 2024      |
| Rio de Janeiro      | Nova Iguaçu              | Vicekampioen Staatscompetitie 2024      |
| Rio de Janeiro      | Vasco da Gama            | 3º plaats Staatscompetitie 2024         |
| Rio de Janeiro      | Fluminense               | 4º plaats Staatscompetitie 2024         |
| Rio de Janeiro      | Boavista                 | 6º plaats Staatscompetitie 2024         |
| Rio de Janeiro      | Portuguesa-RJ            | 7º plaats Staatscompetitie 2024         |
| Rio de Janeiro      | Olaria                   | Finalist Copa Rio 2024                  |
| Rio Grande do Norte | América de Natal         | Kampioen Staatscompetitie 2024          |
| Rio Grande do Norte | Santa Cruz de Natal      | Vicekampioen Staatscompetitie 2024      |
| Rio Grande do Norte | ABC                      | 3º plaats Staatscompetitie 2024         |
| Rio Grande do Sul   | Grêmio                   | Kampioen Staatscompetitie 2024          |
| Rio Grande do Sul   | Juventude                | Vicekampioen Staatscompetitie 2024      |
| Rio Grande do Sul   | Caxias                   | 4º plaats Staatscompetitie 2024         |
| Rio Grande do Sul   | Guarany de Bagé          | 5º plaats Staatscompetitie 2024         |
| Rio Grande do Sul   | São José                 | Kampioen Copa FGF 2024                  |
| Rondônia            | Gazin Porto Velho        | Kampioen Staatscompetitie 2024          |
| Rondônia            | Barcelona-RO             | Vicekampioen Staatscompetitie 2024      |
| Roraima             | GAS                      | Kampioen Staatscompetitie 2024          |
| Roraima             | São Raimundo-RR          | Vicekampioen Staatscompetitie 2024      |
| Santa Catarina      | Criciúma                 | Kampioen Staatscompetitie 2024          |
| Santa Catarina      | Brusque                  | Vicekampioen Staatscompetitie 2024      |
| Santa Catarina      | Concórdia                | Kampioen Copa Santa Catarina 2024       |
| São Paulo           | Red Bull Bragantino      | 3º plaats Staatscompetitie 2024         |
| São Paulo           | Novorizontino            | 4º plaats Staatscompetitie 2024         |
| São Paulo           | Inter de Limeira         | 6º plaats Staatscompetitie 2024         |
| São Paulo           | Ponte Preta              | 7º plaats Staatscompetitie 2024         |
| São Paulo           | Portuguesa               | 8º plaats Staatscompetitie 2024         |
| São Paulo           | Votuporanguense          | Vicekampioen Copa Paulista 2024         |
| Sergipe             | Confiança                | Kampioen Staatscompetitie 2024          |
| Sergipe             | Club Sportivo Sergipe    | Vicekampioen Staatscompetitie 2024      |
| Tocantins           | União-TO                 | Kampioen Staatscompetitie 2024          |
| Tocantins           | Tocantinópolis           | Vicekampioen Staatscompetitie 2024      |

### Rechtstreeks gekwalificeerd voor de derde fase
| Staat             | Club                | Geklasseerd als                    |
| ----------------- | ------------------- | ---------------------------------- |
| Alagoas           | CRB                 | Vicekampioen Copa do Nordeste 2024 |
| Bahia             | Bahia               | 8º plaats Brasileiro 2024          |
| Ceará             | Fortaleza           | 4º plaats Brasileiro 2024          |
| Minas Gerais      | Cruzeiro            | 9º plaats Brasileiro 2024          |
| Pará              | Paysandu            | Winnaar Copa Verde 2024            |
| Rio de Janeiro    | Botafogo            | Winnaar Copa Libertadores 2024     |
| Rio de Janeiro    | CR Flamengo         | Winnaar Copa do Brasil 2024        |
| Rio Grande do Sul | Internacional       | 9º plaats Brasileiro 2024          |
| São Paulo         | Corinthians         | 7º plaats Brasileiro 2024          |
| São Paulo         | Palmeiras           | Vicekampioen Brasileiro 2024       |
| São Paulo         | Red Bull Bragantino | Kampioen Série B 2024              |
| São Paulo         | São Paulo           | 6º plaats Brasileiro 2024          |

1989 · 1990 · 1991 · 1992 · 1993 · 1994 · 1995 · 1996 · 1997 · 1998 · 1999 · 2000 · 2001 · 2002 · 2003 · 2004 · 2005 · 2006 · 2007 · 2008 · 2009 · 2010 · 2011 · 2012 · 2013 · 2014 · 2015 · 2016 · 2017 · 2018 · 2019 · 2020 · 2021 · 2022 · 2023 · 2024 · 2025